# Krankenhaus Lehe

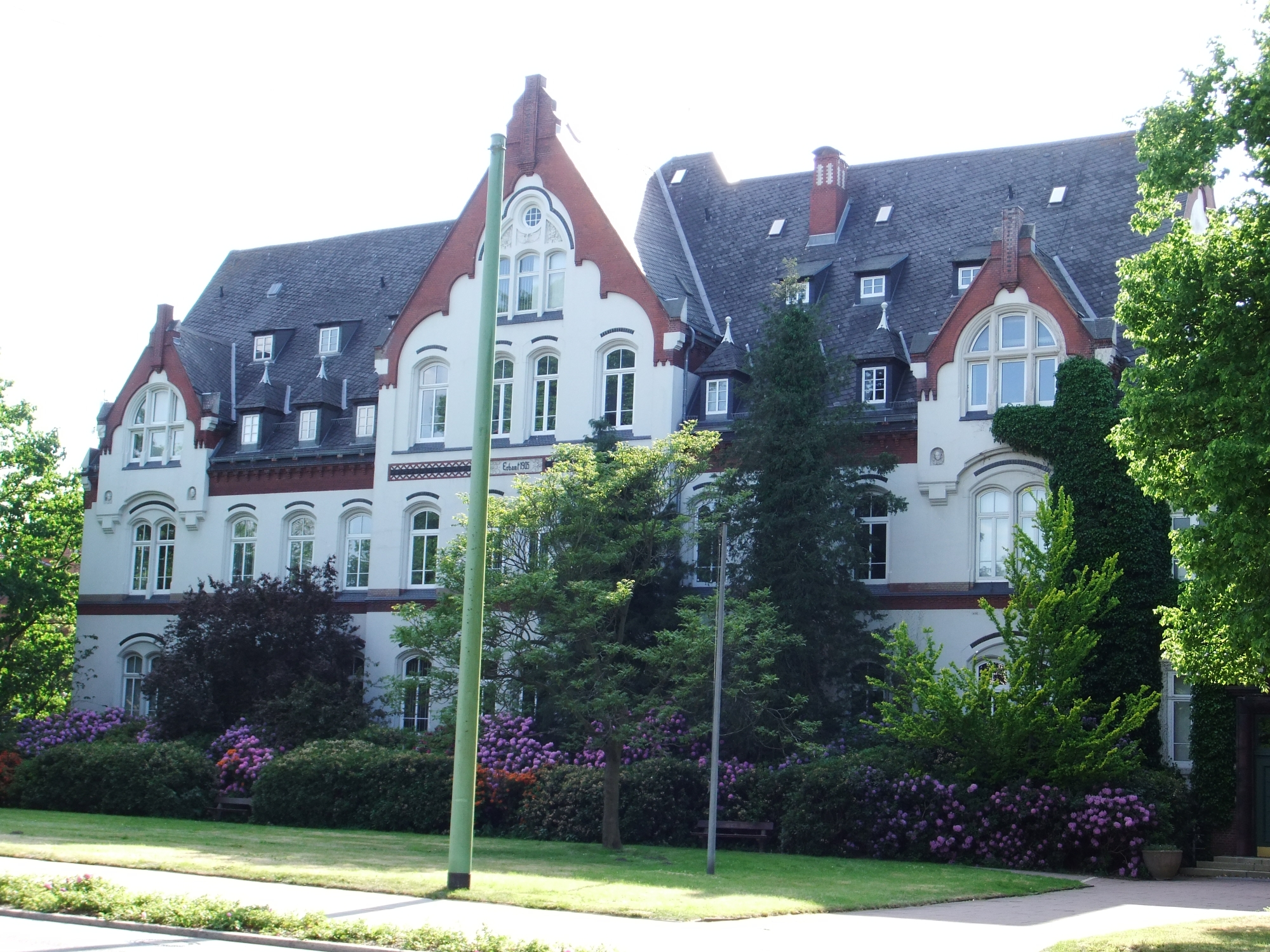
Hauptbau

Das Krankenhaus Lehe in Bremerhaven-Lehe, Wurster Straße 49/Eckernfeldstraße 5, war von 1906 bis 1976 ein Krankenhaus und wurde danach Sitz des Gesundheitsamts sowie später auch von anderen städtischen Dienststellen.
Das Ensemble wurde 2010 unter Bremer Denkmalschutz gestellt.

## Geschichte

### Vorgeschichte
In der Kreisstadt Lehe gab es bis zum Anfang des 20. Jahrhunderts eine sehr schlechte Krankenversorgung. In den Armenhäusern, zuerst 1865 am Leher Markt, dann 1872 an der Wurster Straße am Stadtrand das Kösters Höhren (heute Marie-von-Seggern-Heim), wurden die Kranken versorgt. Der Aufenthalt kostete 15 Groschen am Tag.
1877 wurde ein „Krankenhaus“ mit nur sechs Betten in Bremerhaven eingerichtet. Später mussten Kranke zum 1882 errichteten Krankenhaus an der Bogenstraße ausweichen. 1887 konnten schon 61 Kranke gepflegt werden.

### Klinikneubau
1892 wurde über eine Erweiterung des Hospitals oder einen Neubau nachgedacht. Der Flecken Lehe hatte 1905 bereits 31.826 Einwohner aber erst von 1904 bis 1906 wurde nach Plänen des Stadtbaumeisters Heinrich Lagershausen das Krankenhaus Lehe errichtet und am 1. September 1906 eröffnet. Erster ärztliche Leiter war Dr. Adolf Heß. Fast zeitgleich waren in der Gemeinde Geestemünde ein Krankenhaus in der Hartwigstraße (1. März 1905) und in Bremerhaven das katholische St.-Joseph-Hospital in der damaligen Wilhelmstraße – heute Wiener Straße (20. Dezember 1904) entstanden.
Das zweiflügelige Krankenhaus mit drei Hauptgeschossen wurde für 120 Betten erbaut. Das Gebäude wurde von der Straße zurückversetzt in eine Parklandschaft gebaut, die sich an der Rückseite fortsetzte. Das Gebäude im Stil des Historismus ist durch zahlreiche Vor- und Rücksprünge gegliedert, die für viel Licht und gute Lüftung sorgten. Eine einfache Gestaltung mit einem Wechsel zwischen Putz- und rotsteinsichtigen Ziegelflächen sorgt für die Gliederung. Übergiebelte Risalite im Stile märkischer Neogotik, die in der Trauflinie von Rotsteinbögen eingefasst werden, steigerten den Entwurf.
Aus hygienischen Gründen vom Haupthaus getrennt, lag an der Eckernfeldstraße das eingeschossige Isolierhaus, dass von 1908 bis 1909 um ein Geschoss erhöht wurde. Die  benachbarte Waschküche mit der Desinfektion und die Leichenhalle waren an der Abbestraße. Die Leichenhalle, mit einer Maßwerkrose im Giebelfeld, hat eine sakrale Note und war früher mit Buntglasfenstern verziert.
1906 stand das Krankenhaus noch abseits von den Wohngebieten am Flötenkiel. Nur wenige Häuser standen an der Wurster Straße. Die Wohnsiedlung auf dem Eckernfeld und das kleine Villenviertel an der Wurster Straße entstanden erst nach Errichtung der Klinik.
1909, nach der Vergrößerung des Isolierhauses, erhöhte sich die Bettenzahl auf 150. Das Krankenhaus umgab ein Gartenpark mit einem durchgehenden Rundweg.

### Weitere Entwicklung
1929 erfolgte nach Plänen von Stadtbaurat Wilhelm Kunz eine erhebliche Verlängerung des Haupthauses durch das Röntgen-Institut. Der Anbau aus der Zwischenkriegszeit ist ebenfalls sehr sachlich gestaltet. Zwei Eingangsportale haben eine klassizistische Formensprache. Der neue Haupteingang zur Wurster Straße ist mit einer Figurengruppe in dunkelbrauner Majolika versehen. Im Vestibül (Vorhalle) befinden sich gut erhaltene, hochwertige Fliesenausstattungen.
Der Bau einer eingeschossigen Augenklinik, die inzwischen wieder abgebrochen ist, folgte 1972.

### Neue Nutzung
Das Krankenhaus wurde 1976 geschlossen, nachdem die Stadt das  Zentralkrankenhaus Reinkenheide (heute Klinikum Bremerhaven) eröffnet hatte. Das Krankenhausgebäude wurde Sitz des Gesundheitsamts und danach auch von anderen städtischen Dienststellen wie dem Umweltschutzamt.

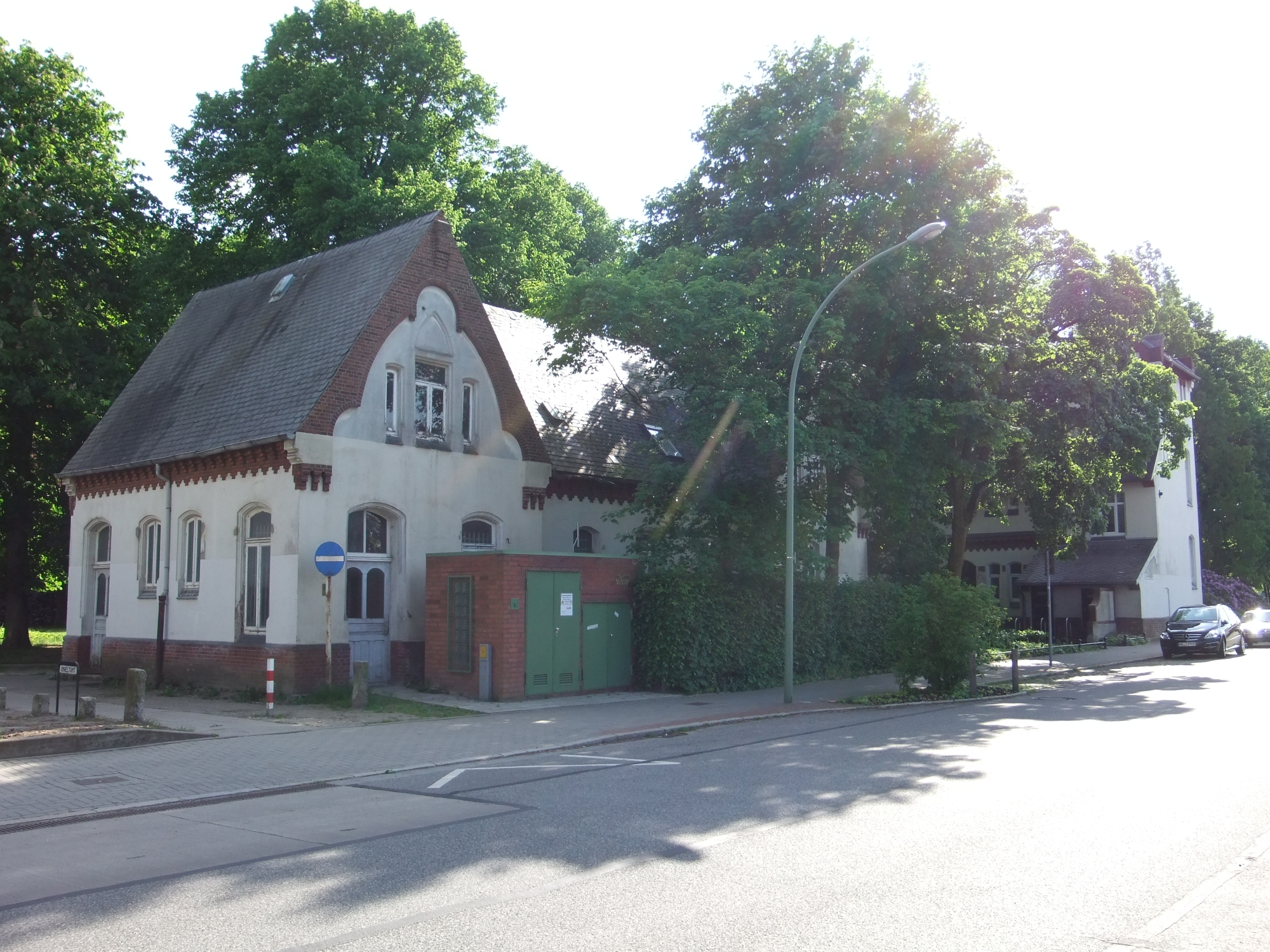
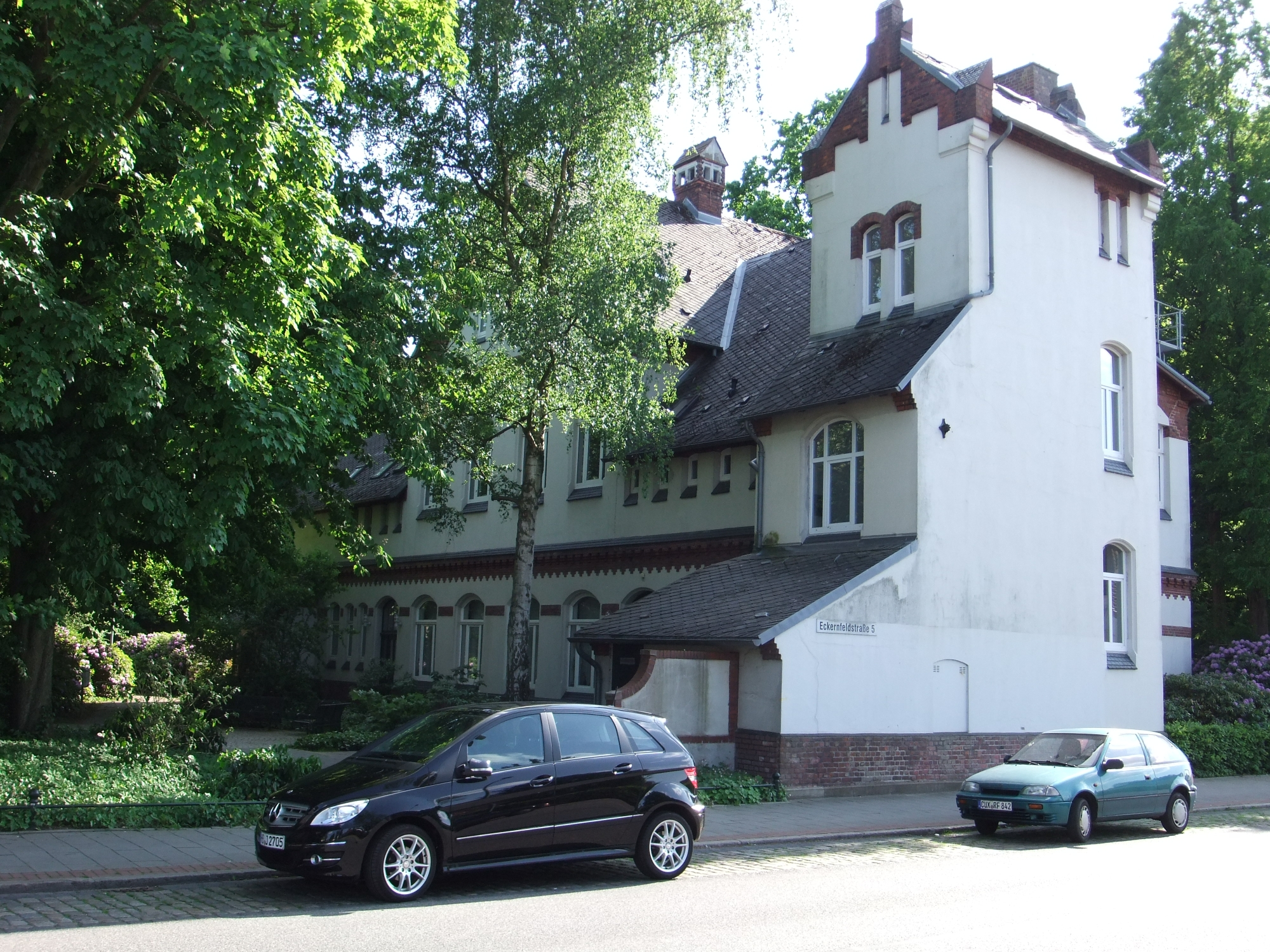
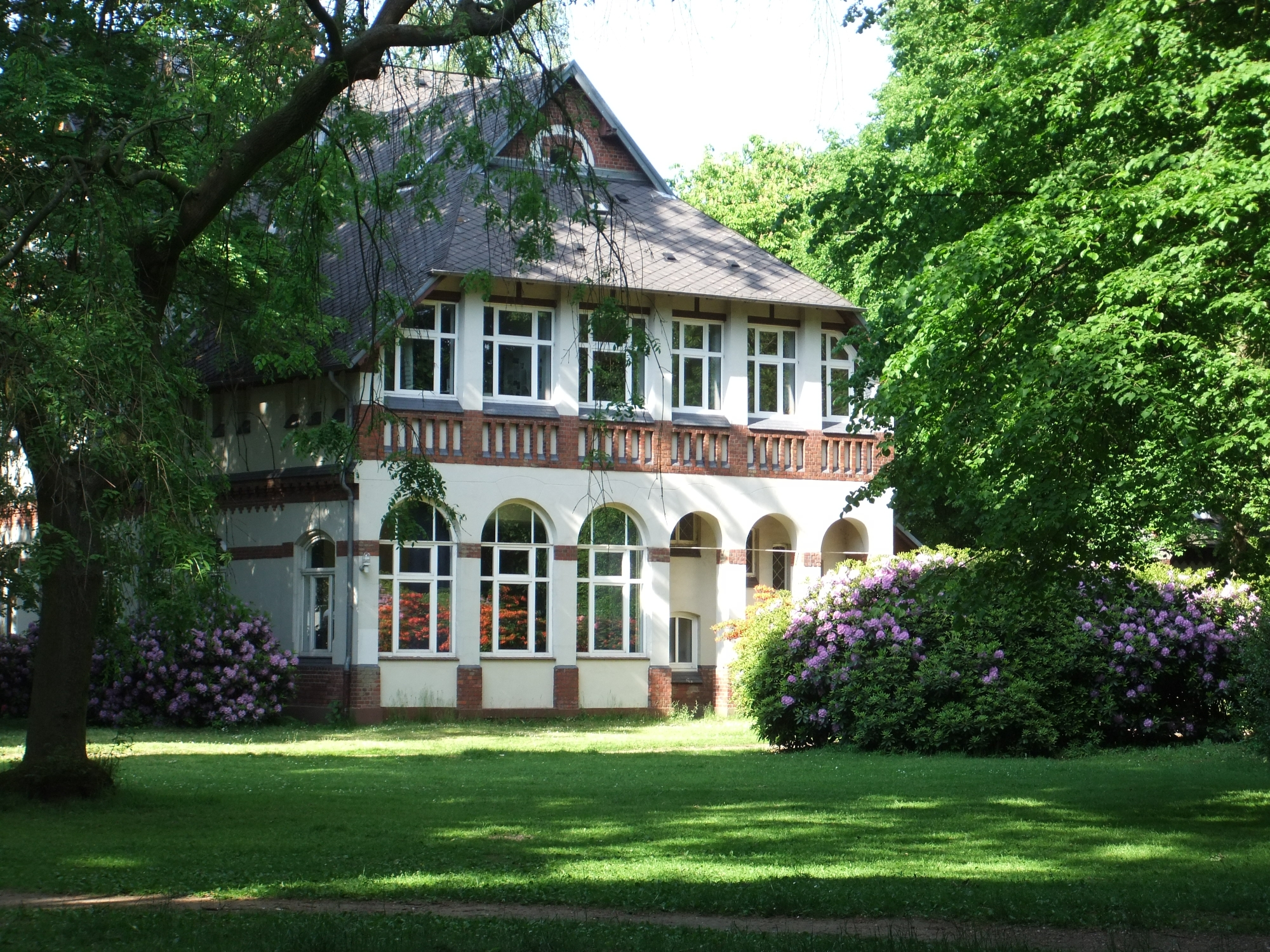
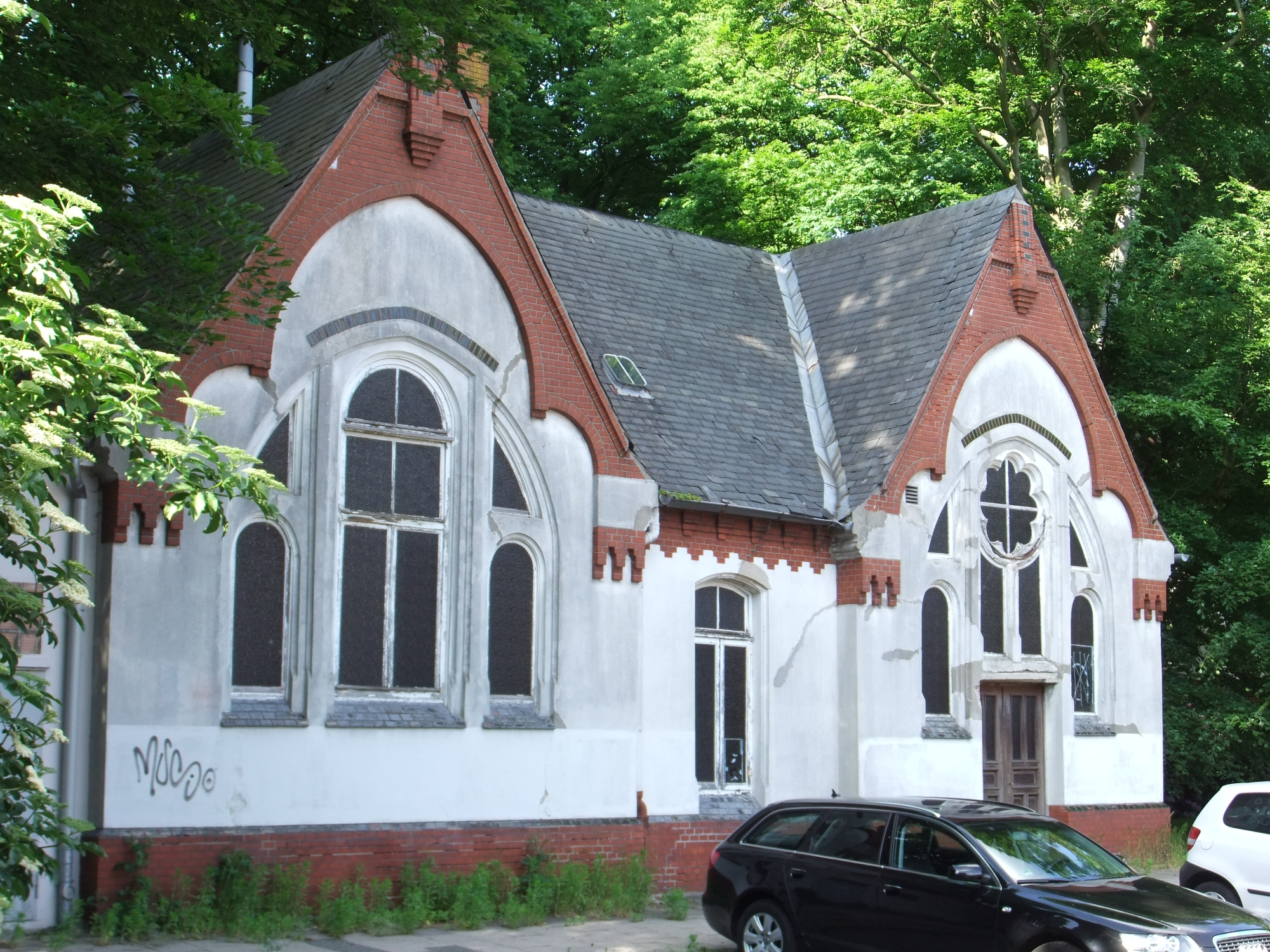
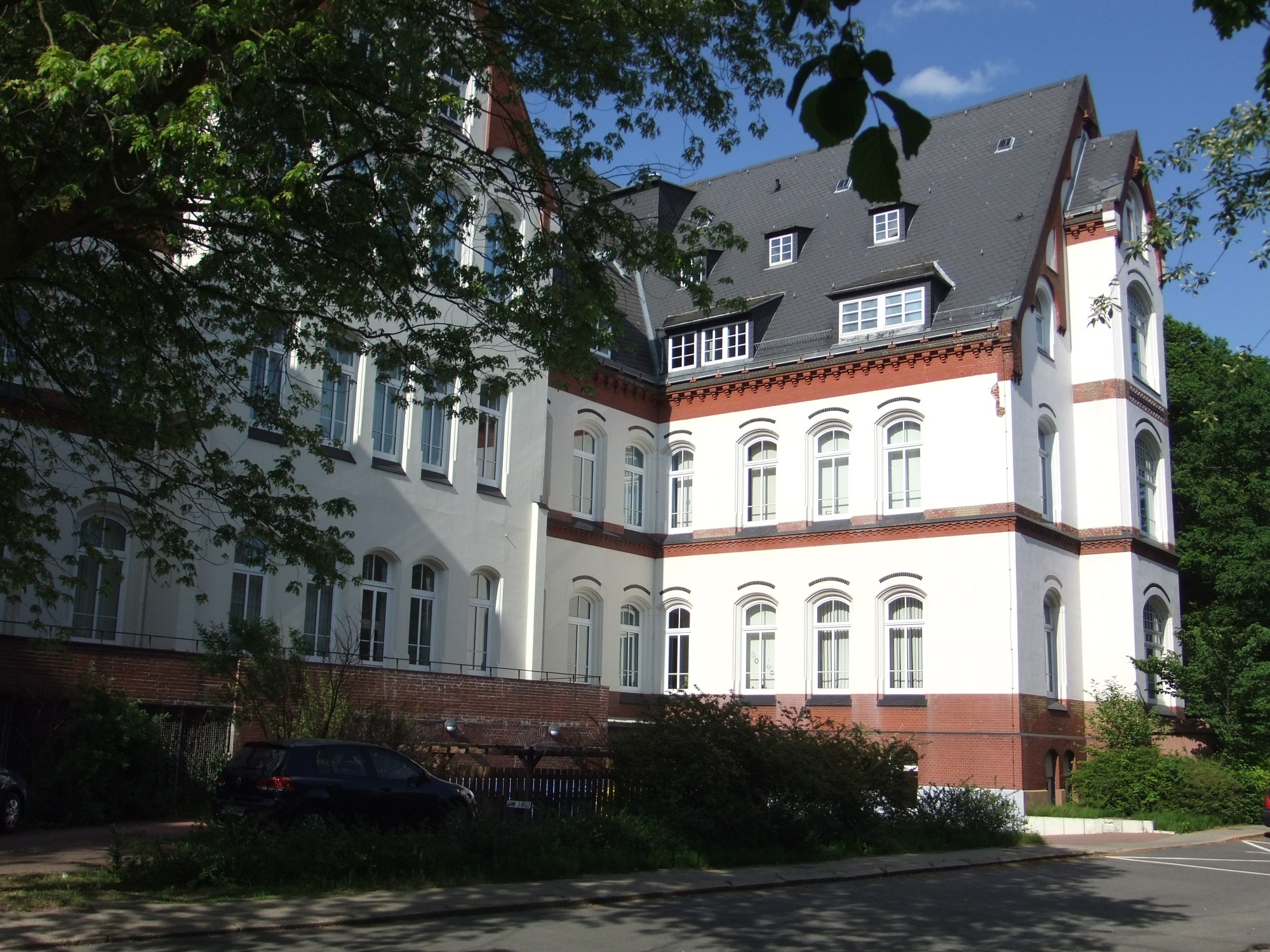